# Henri Toivonen
Henri Toivonen (Jyväskylä, Finlandia, 25 de agosto de 1956 - Corte, Córcega, 2 de mayo de 1986) fue un piloto de rally finlandés . Participó en el Campeonato de Europa donde logró varias victorias y el subcampeonato en 1984 y en el campeonato del mundo logró tres victorias. Fue piloto oficial de Opel y Lancia y perdió la vida durante la disputa del Rally de Córcega de 1986 junto a su copiloto Sergio Cresto, hecho que provocó la prohibición de los Grupo B. En el momento de su muerte estaba casado con Herja y tenía dos hijos, Arla de 3 años y Markus de año y medio.

## Trayectoria

### Inicios deportivos
Nació en Jyväskylä, la ciudad que acoge el Rally de Finlandia desde 1951. Su padre fue Pauli Toivonen, piloto de rally que logró ser Campeón de Europa de Rally en 1968, además de varias victorias en pruebas de carácter internacional, como el Rally de Finlandia, Rally de Montecarlo y el Acrópolis. Henri Toivonen aprendió a conducir a la edad de cinco años, pero a pesar de sus vínculos con las carreras de rally, sus inicios deportivos los realizó en circuito. Empezó pilotando karts y llegó a ser campeón de la Copa de Finlandia de turismos antes de pasar a la Fórmula Vee. Al año siguiente pasaría a la Fórmula Super Vee donde siguió cosechando éxitos tanto a nivel europeo como nacional. Las dudas de sus padres sobre la seguridad de las carreras en circuito le hicieron decantarse por los rallys. El kart con el que se inició Toivonen sería posteriormente adquirido por los padres del futuro campeón de Fórmula 1, Mika Häkkinen, cuando este contaba con seis años de edad.
Debido a que la legislación finlandesa limita la velocidad para conductores nóveles a 80 km/h en carreras, Toivonen no pudo competir en rallys hasta que cumplió los 19 años. Con Antero Lindqvist como copiloto, realizó su debut en el Campeonato Mundial de Rally en el Rally de Finlandia de 1975, conduciendo un Simca Rallye 2. Se vio obligado a abandonar tras la especial número 36 debido a una avería. Su segunda participación la realizaría dos años después en el mismo rally, finalizando quinto al volante de un Chrysler Avenger.

### Campeonato del Mundo
Logró su primera victoria en el Campeonato del Mundo de Rally en el Rally de Gran Bretaña de 1980 al volante de un Talbot Sunbeam Lotus, poco después de cumplir los 24 años. Esto le convirtió en el piloto más joven en lograr una victoria en el Campeonato del Mundo, hasta que su compatriota Jari-Matti Latvala venció en el Rally de Suecia de 2008 a la edad de 22 años. A comienzos del Campeonato de 1985 un accidente en el Rally Costa Smeralda estuvo a punto de terminar con su carrera, regresó a final de esa temporada logrando imponerse en la última prueba del año, el Rally de Gran Bretaña. Triunfo que repetiría en la primera prueba del año siguiente, el Rally de Monte Carlo justo 20 años después de que lo hubiera conseguido su padre.

### Muerte
Toivonen, conduciendo un Lancia Delta S4, falleció el 2 de mayo de 1986 durante la disputa del Rally de Córcega del que era líder. Junto a él también falleció su copiloto, el norteamericano Sergio Cresto. El coche conducido por Henri se salió en una curva cayendo por un precipicio y explotó. El accidente no fue presenciado por testigo alguno, siendo la explosión tan potente que tan sólo se recuperó el chasis del vehículo. Ambas causas hicieron imposible determinar los motivos del accidente. Pocas horas después del incidente, el presidente de la FISA, Jean-Marie Balestre comunicó la prohibición de los coches del Grupo B para la siguiente temporada.

## Resultados

### Resultados completos en el campeonato del mundo
| Año  | Equipo                   | Coche                | 1     | 2       | 3       | 4       | 5       | 6       | 7       | 8   | 9       | 10    | 11      | 12      | 13  | Posición | Puntos |
| ---- | ------------------------ | -------------------- | ----- | ------- | ------- | ------- | ------- | ------- | ------- | --- | ------- | ----- | ------- | ------- | --- | -------- | ------ |
| 1975 | Henri Toivonen           | Simca Rallye 2       | MON   | SWE     | SAF     | GRE     | MAR     | POR     | FIN Ret | SRE | COR     | GBR   |         |         |     | -        | -      |
| 1977 | Henri Toivonen           | Chrysler Avenger     | MON   | SWE     | POR     | SAF     | NZL     | GRE     | FIN 5   | CAN | SRE     | COR   | GBR     |         |     | -        | -      |
| 1978 | Henri Toivonen           | Citroën CX 2400      | MON   | SWE     | SAF     | POR Ret | GRE Ret |         |         |     |         |       |         |         |     | -        | -      |
| 1978 | Henri Toivonen           | Porsche 911          |       |         |         |         |         | FIN Ret | CAN     | SRE | CDM     | COR   |         |         |     | -        | -      |
| 1978 | Henri Toivonen           | Chrysler Sunbeam     |       |         |         |         |         |         |         |     |         |       | GBR 9   |         |     | -        | -      |
| 1979 | Henri Toivonen           | Fiat 131 Abarth      | MON   | SWE     | POR     | SAF     | GRE     | NZL     | FIN Ret | CAN | SRE     | COR   |         |         |     | -        | 0      |
| 1979 | Toyota Oil               | Ford Escort RS1800   |       |         |         |         |         |         |         |     |         |       | GBR Ret | CDM     |     | -        | 0      |
| 1980 | Talbot Cars GB           | Talbot Sunbeam Lotus | MON   | SWE     | POR Ret | SAF     | GRE     | ARG     |         | NZL | SAN 5   | COR   | GBR 1   | CDM     |     | 10.º     | 28     |
| 1980 | Talbot Motor Co          | Talbot Sunbeam Lotus |       |         |         |         |         |         | FIN Ret |     |         |       |         |         |     | 10.º     | 28     |
| 1981 | Talbot                   | Talbot Sunbeam Lotus | MON 5 | SWE     | POR 2   | SAF     | FRA Ret | GRE Ret | ARG     | BRA | FIN Ret | SAN 2 | CDM     | GBR Ret |     | 7.º      | 38     |
| 1982 | Rothmans Opel Rally Team | Opel Ascona 400      | MON   | SWE     | POR Ret | SAF     | COR     | GRE 3   | NZL     | BRA | FIN Ret | SAN 5 | CDM     | GBR 3   |     | 7.º      | 32     |
| 1983 | Rothmans Opel Rally Team | Opel Ascona 400      | MON 6 | SWE     | POR     | SAF     | COR     |         |         |     |         |       |         |         |     | 14.º     | 16     |
| 1983 | Rothmans Opel Rally Team | Opel Manta 400       |       |         |         |         |         | GRE Ret | NZL     | ARG | FIN Ret | SAN 4 | CDM     | GBR Ret |     | 14.º     | 16     |
| 1984 | Martini Lancia           | Lancia 037           | MON   | SWE     | POR Ret | SAF     | COR     | GRE Ret | NZL     | ARG | FIN 3   | SRE   | CDM     | GBR     |     | 16.º     | 12     |
| 1985 | Martini Lancia           | Lancia 037           | MON 6 | SWE     | POR     | SAF     | COR     | GRE     | NZL     | ARG | FIN 4   | SAN 3 | CDM     |         |     | 6.º      | 48     |
| 1985 | Martini Lancia           | Lancia Delta S4      |       |         |         |         |         |         |         |     |         |       |         | GBR 1   |     | 6.º      | 48     |
| 1986 | Martini Lancia           | Lancia Delta S4      | MON 1 | SWE Ret | POR Ret | SAF     | FRA Ret | GRE     | NZL     | ARG | FIN     | CDM   | SRE     | GBR     | USA | 13.º     | 20     |

### Resultados en el Campeonato de Europa
| Año  | Equipo                | Coche               | 1       | 2       | 3       | 4       | 5       | 6     | 7     | 8     | 9     | Pos. | Puntos | Notas |
| ---- | --------------------- | ------------------- | ------- | ------- | ------- | ------- | ------- | ----- | ----- | ----- | ----- | ---- | ------ | ----- |
| 1977 | Toivonen              | Chrysler G1 Avenger | ART 7   | SNR Ret |         |         |         |       |       |       |       |      |        | [ 8 ] |
| 1978 | Toivonen              | Chrysler G1 Avenger | ART 2   | SNR 8   | HAN 8   |         |         |       |       |       |       |      |        | [ 8 ] |
| 1979 | Toivonen              | Chrysler Sunbeam    | ART Ret | SNR Ret |         |         |         |       |       |       |       |      |        | [ 8 ] |
| 1979 | Toivonen              | Ford Escort RS      |         |         | SCO 5   | IRE Ret |         |       |       |       |       |      |        | [ 8 ] |
| 1980 | Talbot Competition    | Talbot Sunbeam      | ART 1   | ART 4   | IRE Ret | SCO 13  | NLR Ret |       |       |       |       |      |        | [ 8 ] |
| 1981 | Talbot Competition    | Talbot Sunbeam      | ART 3   | HAN Ret | HUN Ret |         |         |       |       |       |       |      |        | [ 8 ] |
| 1982 | Opel Team Europe      | Opel Ascona 400     | IRE 3   | FRA 2   | SCO 3   | MIP Ret |         |       |       |       |       |      |        | [ 8 ] |
| 1983 | Opel Team Europe      | Opel Manta 400      | MIP 1   |         |         |         |         |       |       |       |       |      |        | [ 8 ] |
| 1983 | Ferrari Competizzione | Ferrari 308 GTB     |         | SAN Ret |         |         |         |       |       |       |       |      |        | [ 8 ] |
| 1984 | Rothmans Racing       | Porsche 911 SC RS   | COS Ret | TGA 3   | FRA 2   | IRE Ret | CSM 1   | BUL 2 | YPR 1 | MPI 1 | MAD 1 | 2.º  | 369    | [ 8 ] |
| 1985 | Martini Racing        | Lancia Rally 037    | CSM Ret | CAT Ret |         |         |         |       |       |       |       | -    | 0      | [ 8 ] |
| 1986 | Martini Lancia        | Lancia Delta S4     | CSM 1   |         |         |         |         |       |       |       |       | -    | 0      | [ 8 ] |